# Gnorimimelus batesi
Gnorimimelus batesi är en skalbaggsart som beskrevs av Rutherford 1879. Gnorimimelus batesi ingår i släktet Gnorimimelus och familjen Cetoniidae. Inga underarter finns listade i Catalogue of Life.